# Walter Chandoha
Walter George Chandoha (30. listopadu 1920, Bayonne, New Jersey – 11. ledna 2019, Annandale) byl americký fotograf známý svými fotografiemi zvířat a zejména koček. Je také známý fotografiemi ovoce, zeleniny, květin a pouličních scén v New Yorku. Během své dlouhé kariéry se jeho archiv rozrostl na více než 225 000 fotografií, z toho je přibližně 90 000 fotografií koček.

## Mládí
Začal fotografovat jako dítě rodinným fotoaparátem značky Kodak, později se přihlásil do fotografického klubu v Bayonne v New Jersey, kde se naučil pracovat v temné komoře. Po střední škole pracoval jako asistent ilustrátora Leona de Vosse.

## Kariéra
Chandoha během druhé světové války sloužil jako novinářský fotograf a poté jako divadelní fotograf v tichomořském divadle. V roce 1949 absolvoval New York University Stern School of Business v rámci legislativy G.I. Bill. Téhož roku se oženil s Marií Rattiovou a přestěhovali se do bytu v Queensu v New Yorku. Jednou v zimě cestou ze školy domů našel ve sněhu malé kotě, které se třáslo zimou. Koťátko Loco se stalo jedním z jeho nejoblíbenějších objektů. Potěšení z fotografování této kočky ho povzbudilo k tomu, aby se stal nezávislým fotografem a začal se specializovat na fotografování koček. Později se s manželkou přestěhoval na farmu v Annandale v New Jersey, kde vychoval své dvě děti a kde také zemřel ve věku 98 let.
Jeho fotografie byly použity ve více než 300 časopisech a několika tisících inzerátech. Byl autorem nejméně 34 knih, včetně například Walter Chandoha's Book of Kittens and Cats, Walter Chandoha's Book of Puppies and Dogs, How to Photograph Cats, Dogs, and Other Animals, How to Shoot and Sell Animal Photos, All Kinds of Cats nebo Mind Your Manners!. On a jeho práce byly také předmětem mnoha knih a muzejních výstav. Jednou byla citována jeho slova: "Kočky jsou má nejoblíbenější zvířata na focení, kvůli jejich neomezenému rozsahu postojů, držení těla, výrazu a zabarvení."